# Hermann von Dorne (Politiker, 1535)

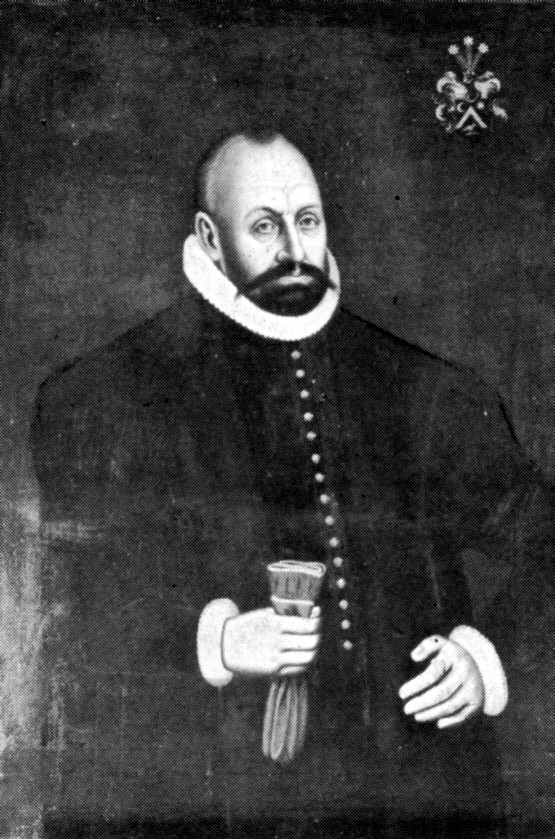
Hermann von Dorne in der Bürgermeistergalerie im Lübecker Rathaus

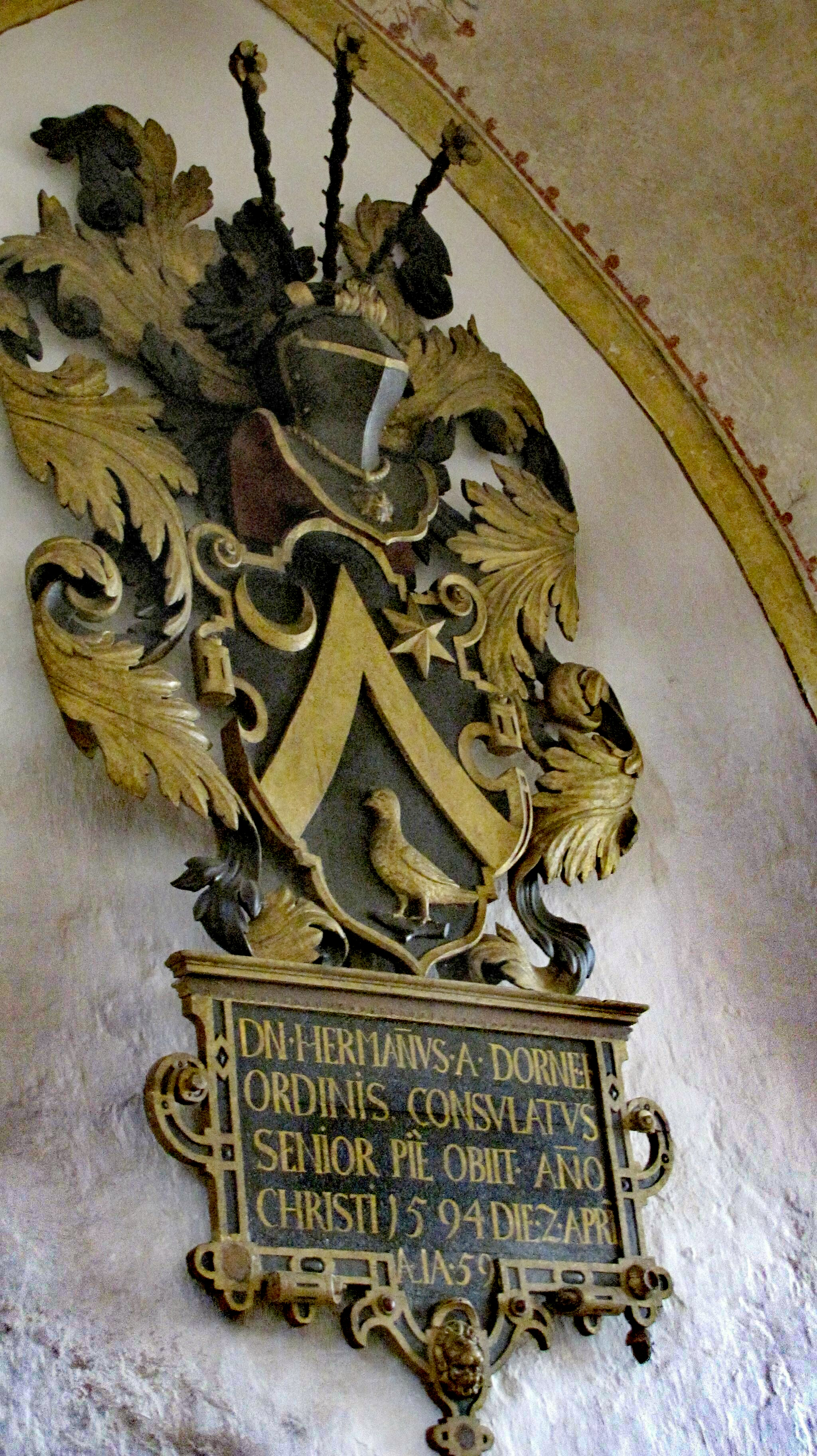
Wappenepitaph

Hermann von Dorne (* 1535 in Lübeck; † 2. April 1594 ebenda) war ein Bürgermeister der Hansestadt Lübeck.

## Leben
Hermann von Dorne entstammte der Lübecker Ratsfamilie von Dorne und war Sohn des gleichnamigen Ratsherrn Hermann von Dorne. 1551 nahm er ein Studium an der Universität Wittenberg auf. Er wurde 1570 in den Rat der Stadt gewählt und vertrat die Stadt 1571 als deren Gesandter in Schweden mit dem Ziel, von König Johann III. eine Bestätigung des Friedens von Stettin und der darin festgeschriebenen Lübecker Handelsprivilegien zu erlangen. In den Jahren 1575 und 1577 verhandelte er am dänischen Hof König Friedrichs II. in Kopenhagen über den Sundzoll. Im Jahr 1579 wurde er im Rat zum Bürgermeister bestimmt und schloss in Lüneburg einen Vergleich über den Eßlinger Zoll, der von Lübeck und Hamburg am Fährhaus Zollenspieker seit der Vereinnahmung von Bergedorf 1420 als Elbzoll erhoben wurde. 1585 war er als Gesandter der Stadt bei Königin Elisabeth I. von England.
Hermann von Dorne war einer der Voreigentümer des heutigen Buddenbrookhauses in der Mengstraße 4 der Lübecker Altstadt. Sein Epitaph hängt in der Lübecker Marienkirche. Sein Sohn Hermann von Dorne wurde in Lübeck ebenfalls Ratsherr.

## Belege
1. ↑  Lübeckische Ratslinie Nr. 647
2. ↑  CIV
3. ↑  Lateinischer Text mit Erläuterung und Übersetzung bei: Adolf Clasen: Verkannte Schätze - Lübecks lateinische Inschriften im Original und auf Deutsch. Lübeck 2002, S. 48 f. ISBN 3795004756

| Personendaten    | Personendaten                                    |
| ---------------- | ------------------------------------------------ |
| NAME             | Dorne, Hermann von                               |
| KURZBESCHREIBUNG | Kaufmann und Bürgermeister der Hansestadt Lübeck |
| GEBURTSDATUM     | 1535                                             |
| GEBURTSORT       | Lübeck                                           |
| STERBEDATUM      | 2. April 1594                                    |
| STERBEORT        | Lübeck                                           |